# Haltepunkt Essen-Borbeck Süd
Der Haltepunkt Essen-Borbeck Süd ist eine Betriebsstelle der Bahnstrecke Mülheim-Heißen–Oberhausen-Osterfeld Nord im Essener Stadtteil Schönebeck. Der Haltepunkt wird seit 1998 ausschließlich von der Linie S9 der S-Bahn Rhein-Ruhr bedient.

## Lage und Aufbau

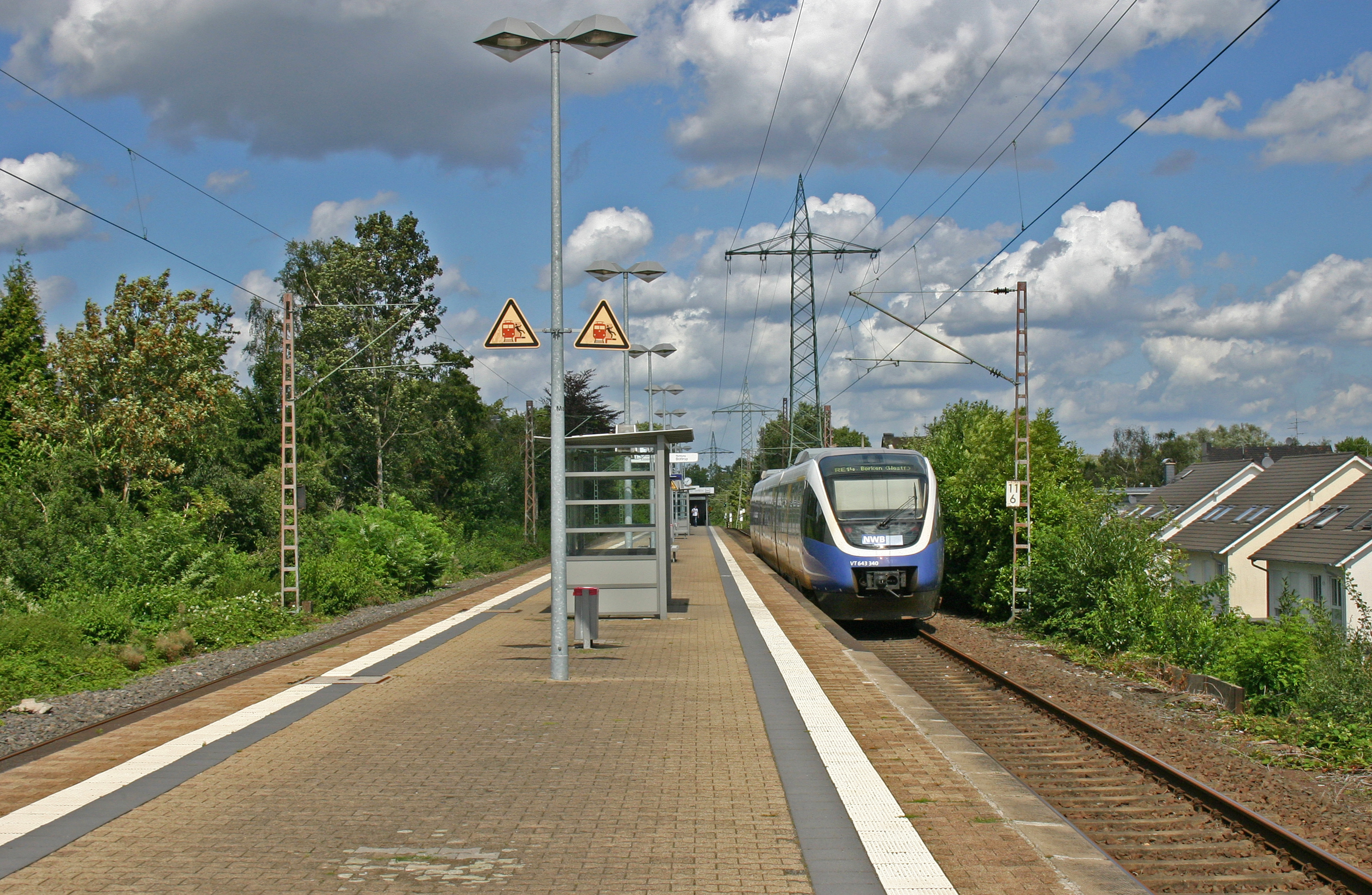
Mittelbahnsteig mit hier ohne Halt durchfahrendem Regional-Express RE14

Die Betriebsstelle liegt im Kilometer 11,606 der VzG-Strecke 2280 (Oberhausen West – Essen-Dellwig Ost – Essen West). Der Haltepunkt verfügt über einen 76 Zentimeter hohen Mittelbahnsteig mit einer Länge von 216 Metern. Der Zugang erfolgt über zwei Treppenaufgänge am Nord- und Südende des Bahnsteigs mit Ausgang zur Altendorfer Straße und der Straße Dreigarbenfeld. Ein barrierefreier Zugang besteht nicht.

Westlich des Bahnsteigs verliefen die ehemaligen VzG-Strecken 2186 nach Essen West sowie die VzG-Strecke 2182 nach Mülheim (Ruhr)-Heißen, von denen Gleisreste vorhanden sind. Die Strecken zweigten in Essen-Borbeck beziehungsweise der vormaligen Abzweigstelle Schönebeck ab.

## Geschichte
Die 1872 eröffnete Verbindung von Mülheim-Heißen über Borbeck nach Frintrop wurde 1912 um eine Verbindungskurve nach Essen West ergänzt. Die Trennung der Strecke erfolgte in der neu eingerichteten Abzweigstelle Schönebeck in Höhe des heutigen Haltepunkts. Die Bedienung der signaltechnischen Einrichtungen erfolgte vom Stellwerk Abzw in Höhe der Abzweigstelle. Der Verkehr verlagerte sich in den folgenden Jahrzehnten mehr auf den Ast nach Essen West, sodass die Bundesbahndirektion Essen den Abschnitt von Schönebeck in Richtung Mülheim-Heißen am 1. Mai 1969 stillgelegte.
Beim Ausbau des S-Bahn-Netzes Rhein-Ruhr erhielten die neu eingerichteten Linien S1 und S3 ein separates Gleispaar an der Strecke von Duisburg Hbf über Mülheim (Ruhr)-Styrum nach Essen Hbf. Somit war eine vom übrigen Schienenverkehr unabhängige Betriebsführung möglich. Die Strecke von Essen West nach Essen-Dellwig Ost wurde seinerzeit noch im Mischverkehr mit Güterzügen befahren. Zur getrennten Einfädelung der Strecke bei Essen West entstand daher 1974 eine neue Verbindungskurve für Güterzüge. Die Trennung beider Strecken erfolgte ebenfalls in der Abzweigstelle Schönebeck, die mit dem Bau der Kurve in Essen-Borbeck Süd umbenannt wurde. Das Stellwerk wurde beim Bau der Kurve aufgegeben und die Überwachung auf das Stellwerk Ebo des Bahnhofs Essen-Borbeck übertragen.
Im Jahr 1980 wurden beide Strecken elektrifiziert. Zwei Jahre darauf ging am 22. Mai 1982 in Höhe der Abzweigstelle der Haltepunkt Essen-Borbeck Süd in Betrieb. Der Halt wurde zunächst im S-Bahn-Vorlaufbetrieb von der Linie N9 zwischen Bottrop Hbf, Essen Hbf und Langenberg (Rheinl) und Wuppertal Hbf bedient. Seit 1998 ist die Linie als S9 in das Netz der S-Bahn Rhein-Ruhr integriert.
Zum 31. Mai 2000 wurde die Verbindungskurve von 1974 stillgelegt. Mit der Anbindung der Strecke an das ESTW Oberhausen-Osterfeld im Jahr 2007 wurden die verbliebenen Blocksignale entfernt.

## Bedienung
In Essen-Borbeck Süd hält ausschließlich die Linie S 9. Es besteht Umsteigemöglichkeit zu den Straßenbahnlinien 103 und 105 sowie zur Buslinie 186 der Ruhrbahn. Der Regional-Express der Linie RE 14 fährt ohne Halt durch.
| Linie | Linienverlauf | Takt                                                                       |
| ----- | --- | -------------------------------------------------------------------------- |
| S 9   | Linienweg 1: Haltern am See – Marl-Hamm – Marl Mitte – GE-Hassel – GE-Buer Nord – Linienweg 2: Recklinghausen Hbf – Herten (Westf) – Hauptlinienweg: Gladbeck West – Bottrop-Boy – Bottrop Hbf – E-Dellwig Ost – E-Gerschede – E-Borbeck – E-Borbeck Süd – Essen West – Essen Hbf – E-Steele – E-Überruhr – E-Holthausen – E-Kupferdreh – Velbert-Nierenhof – Velbert-Langenberg – Velbert-Neviges – Velbert-Rosenhügel – Wülfrath-Aprath – W-Vohwinkel – W-Sonnborn – W-Zoologischer Garten – W-Steinbeck – Wuppertal Hbf – W-Unterbarmen – W-Barmen – W-Oberbarmen – W-Langerfeld – Schwelm West – Schwelm – Gevelsberg West – Gevelsberg-Kipp – Gevelsberg Hbf – Gevelsberg-Knapp – HA-Westerbauer – HA-Heubing – HA-Wehringhausen – Hagen Hbf Stand: Fahrplanwechsel Dezember 2023 | 60 min (je Linienast) 30 min (Gladbeck–Wuppertal) 60 min (Wuppertal–Hagen) |
| 103   | Dellwig Wertstraße – Essen-Dellwig Bf – Gerschede – Borbeck Germaniaplatz – Borbeck Bf – Schloss Borbeck – Borbeck Süd Bf – Helenenstraße – U Berliner Platz – U Rheinischer Platz – U Rathaus Essen – U Essen Hbf (nur abends sowie sonn-/feiertags) / (Hollestraße – Huttrop – Steele ) | 10 min                                                                     |
| 105   | Naturlinie 105: Frintrop Unterstraße (Stadtgrenze Oberhausen) – Bedingrade – Abzweig Aktienstraße – Borbeck Süd Bf – Helenenstraße – U Berliner Platz – U Rheinischer Platz – U Rathaus Essen – U Essen Hbf – Essen Süd – Bergerhausen – Rellinghausen Finefraustraße | 10 min                                                                     |
| 186   | Bottrop ZOB Berliner Platz – Bottrop Hbf – Ebel Zeche Prosper – Essen-Dellwig Schilfstr. – Gerscheder Weiden – Borbeck Germaniaplatz – Borbeck Bf – Bedingrade – Schönebeck – Borbeck Süd Bf – Altendorf Schölerpad | 20 min                                                                     |

## Zukünftige Entwicklung
Die Städte Essen und Oberhausen erwägen, die Straßenbahnlinie 105 von ihrem derzeitigen Endpunkt in Essen-Frintrop über die Neue Mitte Oberhausen zur ÖPNV-Trasse Oberhausen zu verlängern. Sie soll in diese einfädeln und abwechselnd in Richtung Oberhausen Hauptbahnhof und Oberhausen-Sterkrade verkehren. Die vorgesehene Verlängerung wurde jedoch am 8. März 2015 in einem Ratsbürgerentscheid von den Oberhausener Bürgern mit 57 zu 43 Prozent, bei einer Beteiligung von 23 Prozent, abgelehnt. Damit erhält die Stadt Oberhausen nicht die vom Land Nordrhein-Westfalen für dieses Vorhaben vorgesehenen finanziellen Zuschüsse. Jedoch meldeten die Städte Essen und Oberhausen bereits Ende November 2015 die Maßnahme der Verlängerung der Straßenbahnlinie 105 von Essen-Frintrop zum Centro erneut in den ÖPNV-Bedarfsplan des Landes Nordrhein-Westfalen, der von 2017 bis 2030 gilt, an und die Pläne wurden auch in diesen aufgenommen. Damit ist es ab 2017 möglich, im Zeitraum bis 2030 die Straßenbahnverbindung zwischen Essen und Oberhausen zu realisieren.